# Orbitestella ponderi
Orbitestella ponderi is een slakkensoort uit de familie van de Orbitestellidae. De wetenschappelijke naam van de soort is voor het eerst geldig gepubliceerd in 2002 door Linse.